# Hermann Broch
Hermann Broch (Viena, 1 de noviembre de 1886 - New Haven, 30 de mayo de 1951) fue un novelista, ensayista, dramaturgo y filósofo austriaco. Destacó por su capacidad para imbricar en su obra las más diversas experiencias, colectivas e individuales, de su tiempo.

## Trayectoria
Hermann Broch nació en una familia judía acomodada. Estudió en una escuela secundaria del Estado en Viena, hasta 1904. Luego, hizo cursos técnicos sobre manufactura textil y se integró en el negocio familiar desde 1916. Sin embargo, abandonó ese trabajo en 1928, para estudiar matemáticas, psicología y filosofía en la Universidad de Viena, e iniciarse luego en la escritura y seguir su vocación literaria hasta el final.
Su consagración artística se produjo tras la publicación de la importante trilogía Die Schlafwandler (Los sonámbulos, 1931-1932), compuesta por Pasenow oder die Romantik, Esch oder die Anarchie, Huguenau oder die Sachlichkeit. La obra, concebida como un fresco histórico de la transición del siglo XIX al XX, presentaba con ironía y suma complejidad estilística la victoria de las concepciones materialistas sobre los antiguos ideales individualistas.
Entre 1934 y 1936 empezó a escribir Der Versucher (El Tentador), que sólo completaría en el exilio: es una parábola de la situación alemana. Con la anexión de Austria en 1938 fue detenido por ser su familia de origen judío. Tras ser liberado, al poco tiempo, gracias entre otros a James Joyce, emigró a Inglaterra y Escocia. En 1940 marchó a los Estados Unidos, allí escribió su más ambiciosa novela, Der Tod des Vergil (1945, La muerte de Virgilio), donde la realidad y el delirio se mezclan durante las últimas horas de vida del poeta latino, en diálogo con el emperador Augusto; en su época veía Broch cierto paralelismo con la propia. La obra fue subvencionada por la fundación Guggenheim, y se publicó en alemán y en inglés.
También en 1934, uniría su voz a la polémica que había suscitado Heidegger respecto a la autenticidad del lenguaje y del habla para señalar que el problema en torno a ellos no estaba en la palabra en sí, sino en el uso que los humanos hacemos de ella. Aquel habría generado cierto desprecio por la palabra, un escepticismo alrededor de la comprensión entre los sujetos; de modo que se empezó a dar una gran importancia al mutismo, a pesar de que en el mundo hubiera toda una polifonía de voces, más bien caótica, donde se mezclaban una gran cantidad de opiniones dispares.
En unos pocos años, antes de su desaparición, logró completar obras con grandes esfuerzos; aparecieron póstumamente. Así sucede con su Psicología de las masas.
Las Cartas representan uno de los mayores documentos de mediados del siglo XX, por los numerosos interlocutores que tuvo. Finalmente en 1950 dio a la imprenta Die Schuldlosen (Los Inocentes), análisis de la Alemania prehitleriana, a partir de escritos publicados veinte años antes y refundidos en esta obra. En el exilio ayudó a muchos perseguidos, entre otros a Robert Musil, sin que éste lo supiese, por lo que conoció a un gran número de escritores y de personas afines. Murió en Estados Unidos, su obra disfrutó posteriormente una continua revalorización, que perdura hasta hoy.

## Obras
- Die Schlafwandler, 1931-1932 (Los sonámbulos), trilogía de novelas:
  - Pasenow o el romanticismo, Nuevas ed. bolsillo, 2006, novela.
  - Esch o la anarquía, Nuevas ed. bolsillo, 2006, novela.
  - Huguenau o el realismo, Nuevas ed. bolsillo, 2006, novela.
- Dichten und Erkennen. Essays I, Zúrich 1955, ed. por Hannah Arendt
- Erkennen und Handeln. Essays II, ed. por Hannah Arendt
- Poesía e investigación, Barral, 1974, ensayos, contiene un largo trabajo sobre la literatura en tiempos de Hugo von Hofmannsthal, or. 1932.
- Die Unbekannnte Grösse, 1933, novela (tr. El valor desconocido, Sexto Piso, 2021).
- Geist und Zeitgeist, 1934, ensayos.
- Der Tod des Vergil. 1945, novela (tr. La muerte de Virgilio, Alianza, 2007).[1]
- Die Schuldlosen, Zúrich, 1954, relatos ed. por J. Weigand. (tr. Los inocentes, Nuevas ed. bolsillo, 2007).
- Der Versucher , 1953, novela (antes, Die Verzauberung), ed. Felix Stössinger (tr. Los hechizados, Adriana Hidalgo, 2007).
- Massenpsychologie, 1959, ensayo. Legado póstumo, ed. por Wolfgang Rothe.
- Autobiografía psíquica, Losada, 2003.
- Briefe, Zúrich 1957, ed. por Robert Pick.
- En mitad de la vida, Igitur, 2007, poesía completa (or. Gedichte, Zúrich 1953, ed. Erich von Kahler). Traducción de Montserrat Armas y Rafael-José Díaz.